# The Milkmaid
The Milkmaid es una película dramática nigeriana de 2020 dirigida por Desmond Ovbiagele. Fue seleccionada como la entrada de Nigeria al Mejor Largometraje Internacional en los 93o Premios de la Academia, pero no fue nominada. Está protagonizada por Anthonieta Kalunta, Gambo Usman Kona y Maryam Booth.

## Sinopsis
En el marco del conflicto subsahariano, dos hermanas protagonizan una trágica historia. Aisha vive junto a su hermana, Zainab, y su madre en una aldea en África occidental. Sus tranquilas vidas cambian al ser secuestradas por un grupo islamista.

## Elenco
- Anthonieta Kalunta como Aisha
- Maryam Booth como Zainab
- Gambo Usman Kona como Dangana
- Patience Okpala como Hauwa
- Ibrahim Jammal como Haruna

## Reconocimientos
En la decimosexta edición de Premios de la Academia del Cine Africano, fue nominada a ocho premios, y finalmente ganó en la categoría Mejor Película, Mejor Película en Lengua Africana, Mejor Actriz de Reparto, Mejor Maquillaje y Mejor Película Nigeriana.